# Ashley Dukes
Pour les articles homonymes, voir Dukes.
Ashley Dukes, né le 29 mai 1885 et mort le 4 mai 1959, est un dramaturge britannique, critique, et directeur de théâtre.

## Biographie
Il est le fondateur du Mercury Theatre (en), à Londres.

## Filmographie
- 1935 : Le Sultan rouge (Abdul the Damned) de Karl Grune